# Nuțeni
Nuțeni – wieś w Rumunii, w okręgu Harghita, w gminie Gălăuțaș. W 2011 roku liczyła 128 mieszkańców.